# Municipio de Cormant
El municipio de Cormant (en inglés: Cormant Township) es un municipio ubicado en el condado de Beltrami en el estado estadounidense de Minnesota. En el año 2010 tenía una población de 158 habitantes y una densidad poblacional de 1,68 personas por km².

## Geografía
El municipio de Cormant se encuentra ubicado en las coordenadas 47°53′22″N 94°36′46″O / 47.88944, -94.61278. Según la Oficina del Censo de los Estados Unidos, el municipio tiene una superficie total de 94.23 km², de la cual 94,23 km² corresponden a tierra firme y (0 %) 0 km² es agua.

## Demografía
Según el censo de 2010, había 158 personas residiendo en el municipio de Cormant. La densidad de población era de 1,68 hab./km². De los 158 habitantes, el municipio de Cormant estaba compuesto por el 98,73 % blancos, el 0,63 % eran amerindios y el 0,63 % eran de una mezcla de razas. Del total de la población el 0 % eran hispanos o latinos de cualquier raza.